# Mokrzec (osada leśna w powiecie międzychodzkim)
Mokrzec – osada leśna w Polsce położona w województwie wielkopolskim, w powiecie międzychodzkim, w gminie Międzychód.